# Bundesautobahn 53
Bundesautobahn 53 (Abkürzung: BAB 53) – Kurzform: Autobahn 53 (Abkürzung: A 53) – war vom 1. Januar 1975 bis zum 4. August 1976 die Bezeichnung eines Teilabschnittes der heutigen Bundesautobahn 44, der von der Staatsgrenze D/B bei Aachen-Lichtenbusch über Aachen, Jülich, Mönchengladbach, Krefeld bis zum nicht mehr realisierten Autobahndreieck mit der Bundesautobahn 59 am Flughafen Düsseldorf reichte.

## Planungsgeschichte und Bau
Die Planungen einer Autobahnverbindung Aachen – Lüttich begannen bereits in den 1950er Jahren. So findet sich in Kartenmaterial Anfang der 1960er bereits das Projekt einer Bundesautobahn von Aachen-Lichtenbusch zu einem Autobahnkreuz Aachen mit Verlängerung als vierstreifige Bundesstraße und Anschluss an die Bundesstraße 1 bei Würselen-Broich. Darüber hinaus war der weitgehende zweistreifige Neubau der B 1 zwischen Alsdorf und Vierwinden angedacht mit den Ortsumgehungen von Alsdorf-Hoengen und Aldenhoven sowie den Strecken Jülich-West – Mersch, Titz – Jackerath – Otzenrath/Garzweiler – Jüchen – Grevenbroich – Vierwinden. 1963 war bereits die Teilstrecke vom Autobahnkreuz (AK) Aachen bis zur Anschlussstelle (AS) Aachen-Brand mit 7 Kilometern Länge fertiggestellt worden. Ein Jahr später folgte die Übergabe des Abschnittes von der AS Aachen-Brand bis zur Staatsgrenze Deutschland/Belgien mit 4 Kilometern Länge. Zugleich wurde auch die Anbindung an die B 1 bei Broich als vierstreifige Bundesstraße 1a geschaffen (4,8 km). 1965/66 befand sich die Strecke von der alten B 1 nördlich Jackerath – Jüchen – Grevenbroich – Hemmerden als vierstreifige Bundesstraße 1 im Bau; auf die A 53 entfielen 5,3 Kilometer (nördlich Jackerath – Kreuz Holz). 1968 wurde die Strecke zwischen dem AK Neersen und der Anbindung an die alte Bundesstraße 57 südlich der heutigen AS Krefeld-Forstwald mit einer Länge von 5,1 Kilometern als vierstreifige Bundesstraße dem Verkehr übergeben.
Im Bedarfsplan des Gesetzes über den Ausbau der Bundesfernstraßen in den Jahren 1971 bis 1985 vom 30. Juni 1971 waren folgende Vorhaben enthalten, die später den als „Bundesautobahn 53“ gewidmeten Streckenzug bilden sollten:
| Kurzbezeichnung | Abschnitt                                                                  | Ausbau                | Stand   |
| --------------- | -------------------------------------------------------------------------- | --------------------- | ------- |
| B 1             | Würselen-Broich – Jülich – nördlich Jackerath                              | vierstreifiger Neubau | Stufe I |
| B 57z           | Holz – Mönchengladbach-Ost                                                 | vierstreifiger Neubau | Stufe I |
| B 57            | südlich Krefeld-Forstwald – Krefeld-Stahldorf                              | vierstreifiger Neubau | Stufe I |
| B 9             | Krefeld-Forstwald – Meerbusch-Strümp – Düsseldorf-Stockum (Bundesstraße 8) | vierstreifiger Neubau | Stufe I |

Zwischen dem Anschluss an die B 8 bei Stockum und der Anbindung der damaligen „Autobahn 140“ (später: A 44) an die B 1 (später: A 52) bei Ratingen war keine Verbindung vorgesehen.
Noch vor der Neustrukturierung des Netzes der Bundesautobahnen, die mit Wirkung ab 1. Januar 1975 eingeführt wurde, erhielten diese Projekte im Wesentlichen den Status einer Bundesautobahnplanung. Der bereits fertiggestellte Abschnitt zwischen Aachen-Lichtenbusch (Staatsgrenze) und dem Kreuz Aachen erhielt die interne Bezeichnung „Autobahn 15“. Die Strecke vom Kreuz Aachen bis zum Kreuz Holz wurde „Autobahn 201“ genannt. Die Strecke von Mönchengladbach-Ost (bzw. Kreuz Holz) bis Düsseldorf-Flughafen wurde nunmehr zur „Autobahn 140“ gefasst.
Die Neustrukturierung des Netzes der Bundesautobahnen brachte zwar bereits die einheitliche Bezeichnung des Streckenzuges von der Staatsgrenze bei Aachen-Lichtenbusch bis nach Kassel (bzw. Eisenach) als Bundesautobahn 44, doch wurde der Streckenabschnitt Aachen – Düsseldorf vorläufig unter der Bezeichnung „Bundesautobahn 53“ offiziell geführt. So fand sich diese Bezeichnung in den Straßenbauberichten der Bundesregierung der Jahre 1974 und 1975 sowie im Netzplan der Bundesregierung Anfang 1976. Bemerkenswert ist, dass im Straßenbaubericht der Bundesregierung für das Jahr 1975 sowohl die Bezeichnung „A 53“, als auch „A 44“ für diesen Abschnitt verwendet wurde.
1975 wurde die Strecke von Broich (bzw. Hoengen) bis Jackerath mit einer Gesamtlänge von 30,9 Kilometern dem Verkehr übergeben.
Mit dem Gesetz zur Änderung des Gesetzes über den Ausbau der Bundesfernstraßen in den Jahren 1971 bis 1985 vom 5. August 1976 wurde der Streckenzug endgültig zum Bestandteil der A 44.
1976 kam die Strecke Osterath – Lank-Latum mit 3,7 km unter Verkehr.
1977 wurden der Teilabschnitt zwischen dem Kreuz Neersen und der heutigen AS Mönchengladbach-Ost sowie zwischen Mönchengladbach-Odenkirchen und Kreuz Holz mit einer Gesamtlänge von 4,9 Kilometern fertiggestellt.
1985 konnte der Abschnitt zwischen Düsseldorf-Messe/Stadion und Düsseldorf-Stockum mit einer Länge von 2,1 km freigegeben werden.
Erst 1990 erfolgte der Lückenschluss zwischen Krefeld-Forstwald und Osterath mit einer Gesamtlänge von 5,5 km.
1992 wurde der Abschnitt Düsseldorf-Stockum bis zum AK Düsseldorf-Nord mit einer Länge von 5,3 Kilometern übergeben.
Mit der Rheinquerung Ilverich und der Fertigstellung der Strecke Lank-Latum – Düsseldorf-Messe/Stadion auf 5,9 Kilometern Länge wurde der Lückenschluss im Düsseldorfer Norden im Jahre 2002 erreicht.
Die Lücke zwischen Mönchengladbach-Ost und Mönchengladbach-Odenkirchen wird zunächst nicht geschlossen. Die Strecke war nicht mehr im Bundesverkehrswegeplan 2003 enthalten, jedoch noch als Landesstraße 12 in Planung. Aber auch dies wurde 2012 aufgegeben.